# Копер (споруда)
Копе́р — споруда над стовбуром шахти, в якій розміщують напрямні та розвантажувальні пристрої для скіпів і клітей, а в деяких — ще й підіймальну машину.
Баштовий копер призначено для розміщення устаткування багатоканатної підйомної устави. Останній споруджують з монолітного залізобетону, а також зі збірних залізобетонних та сталевих конструкцій. Важливими вимогами при спорудженні копера є додержання форми і розмірів, вертикальності башти, напрямних та відхильних шківів і інше. Додержання цих параметрів контролюється маркшейдерською службою.

## Класифікація
За конструкцією:
- А-подібні;
- чотиристоякові (станкові);
- шатрові;
- баштові.

Приклади копрів з різною конструкцією
Шатровий копер шахти "Цольферайн" (Німеччина)
Баштові копри ШУ "Покровське" (Україна)
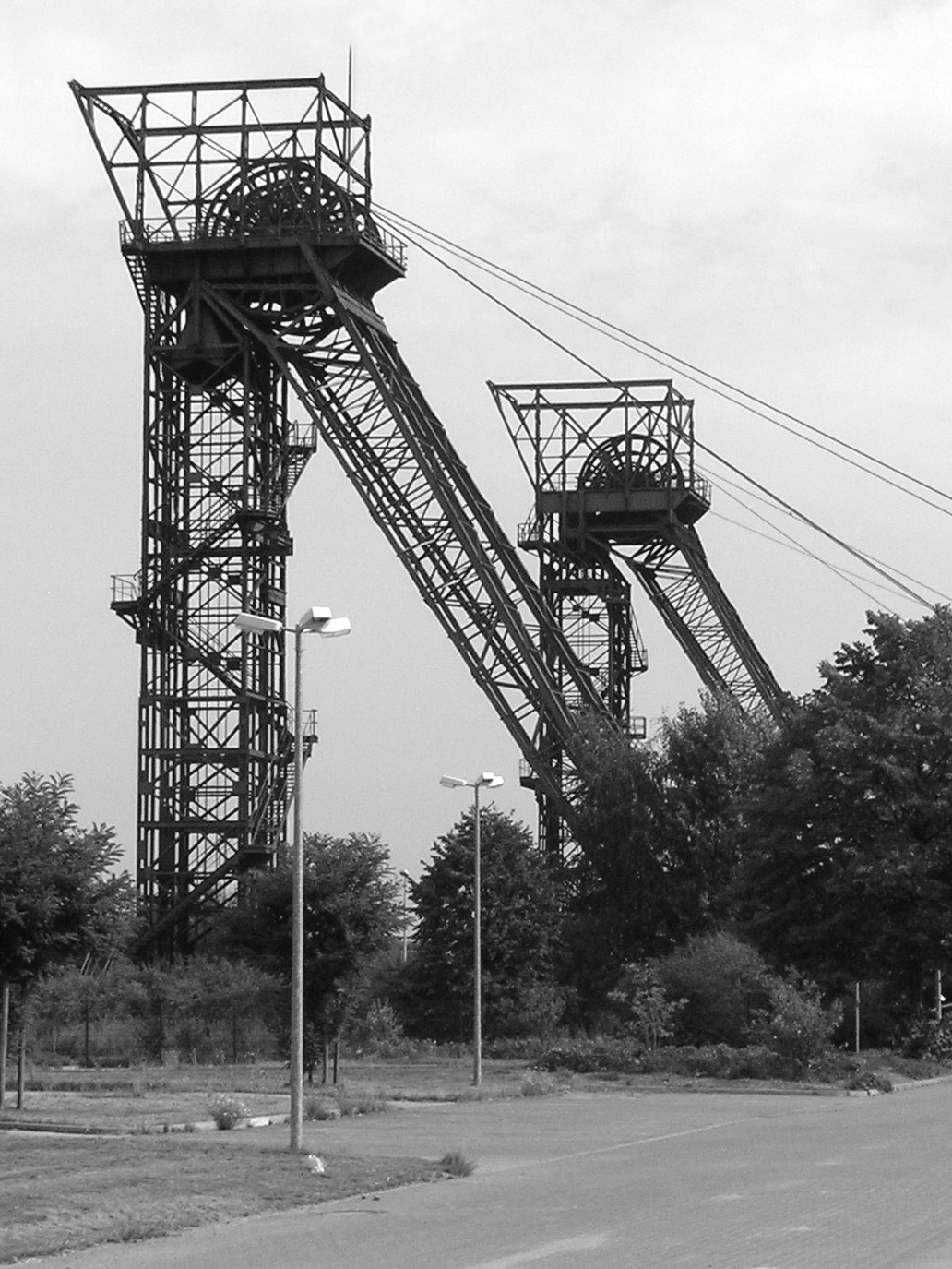
Станковий копер шахти "Августа-Вікторія" (Німеччина)
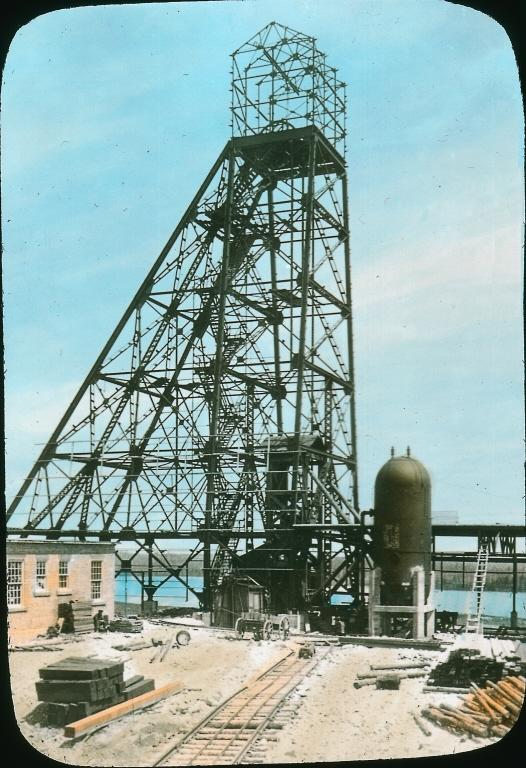
А-подібний копер шахти "Horne mine" (Канада)

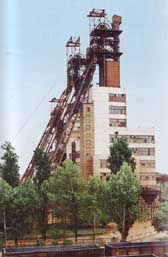
Змішаний копер

За виготовленням:
- металеві;
- залізобетонні;
- змішані.

За призначенням:
- для скіпового підйому;
- для клітьового підйому.

## Інтернет-ресурси
- Übersicht der Bauarten von Fördergerüsten im Ruhrgebiet (abgerufen am 7. Januar 2019)
- zum ersten Fördergerüst in Kastenbauweise in NRW (Zeche Niederberg 4), Beitrag und (historische) Fotos (abgerufen am 7. Januar 2019)